# Naissance en 1121
Naissance
- 1117
- 1118
- 1119
- 1120
- 1121
- 1122
- 1123
- 1124
- 1125

Cette page dresse une liste de personnalités nées au cours de l'année 1121 :
- Ascelina (en), none cistercienne et mystique française.
- Chōgen, moine bouddhique japonais.
- Henri de France, évêque de Beauvais, puis archevêque de Reims.
- Joscelin de Louvain (en), noble du duché de Brabant.
- Kojijū, poétesse japonaise.

## Crédit d'auteurs
- Cet article est partiellement ou en totalité issu de l'article intitulé « 1121 » (voir la liste des auteurs).